# Нове (Кропивницький район)
Нове́ — селище в Україні, у Кропивницькій міській громаді Кропивницького району
Кіровоградської області. Населення 8628 мешканців (станом на 01.01.2021).

## Історія

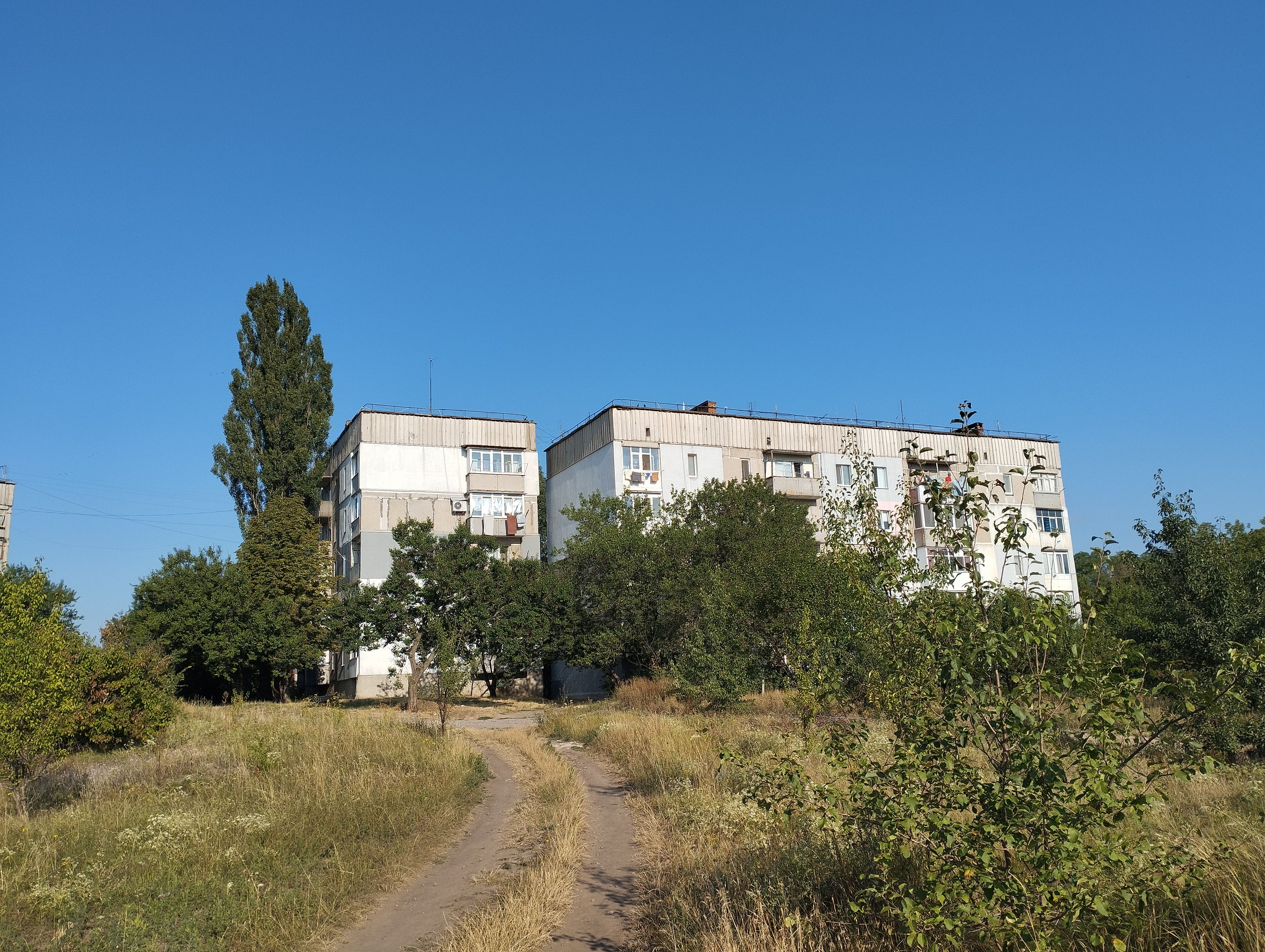
Будинки селища Нове

Селище Нове виникло завдяки Кіровоградському чавуноливарному заводу, який почали будувати під тоді ще Кіровоградом у 1970-х роках. Хоча перший будинок (під № 5) був зведений для співробітників саме обласної психіатричної лікарні, а вже у 1977 році Нове отримало статус селища міського типу.
Станом на 1980 рік кількість населення становило 3,1 тис. осіб. Було побудовано чавуноливарний та асфальтобетонний заводи, комбінат великопанельного домобудування, школу, лікарню, фельдшерсько-акушерський пункт та бібліотеку.

## Населення

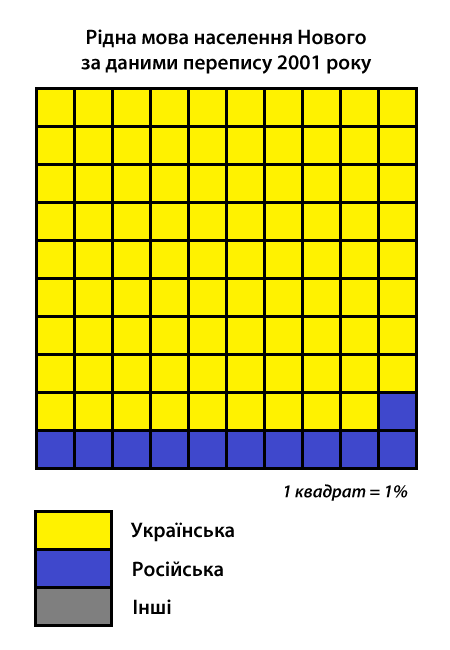
Рідна мова населення Нового за даними перепису 2001 року

### Мова
Розподіл населення за рідною мовою за даними перепису 2001 року:
| Мова            | Кількість | Відсоток |
| --------------- | --------- | -------- |
| українська      | 7036      | 88.91%   |
| російська       | 859       | 10.85%   |
| румунська       | 9         | 0.11%    |
| білоруська      | 5         | 0.06%    |
| вірменська      | 2         | 0.03%    |
| болгарська      | 1         | 0.01%    |
| інші/не вказали | 2         | 0.03%    |
| Усього          | 7914      | 100%     |

## Освіта
В селищі Новому два комунальних навчально-виховних заклади — «Ліцей Новенський» та «Початкова школа». Також функціонують два садочки комбінованого типу — № 16 «Дружба» та № 74 «Золотий півник».

## Транспорт
За 2 км від селища розташована залізнична станція Лелеківка Знам'янської дирекції Одеської залізниці на електрифікованій лінії Знам'янка — Помічна між станціями Кропивницький та Шостаківка. Станція була відкрита у 1936 році, електрифікована у 1971 році. Колійний розвиток станції складається з 5 колій та двох окремих колій для завантаження і відвантаження вантажів. Через станцію прямують поїзди далекого та приміського сполучення. На станції зупиняються лише приміські електропоїзди, які мають сполучення з Колосівкою, Помічною, Новоукраїнкою, Кропивницьким, Знам'янкою, Приютівкою та Олександрією. Влітку через станцію призначається електропоїзд до Одеси. Для висадки та посадки пасажирів на станції збудовані платформи бічного та острівного типу. Через станцію курсують велика кількість вантажних поїздів, які прямують у напрямку Одеси та зворотно. З численних під'їзних колій до станції відбувається обслуговування місцевих підприємств. На станції проводиться завантаження, відвантаження вантажів і маневрові роботи локомотивів.
До селища Нове прямують міські тролейбуси, які рухаються за маршрутом колишнього автобуса № 274.
Тролейбуси виходять на лінію о 06:10 від площі Богдана Хмельницького й о 06:30 від селища Нове. У депо тролейбуси вирушають о 21:30 від селища й о 21:50 — з центру Кропивницького.

## У культурі
Нове стало прототипом селища, де оселилась Роксана — головна героїня містичного роману «Сновида» письменниці Ольги Мігель, що здобув нагороду на конкурсі Коронація слова 2015 року. Проте в романі локація трохи видозмінена, в тому числі у авторській реальності там знаходиться дитячий притулок, де виросла головна героїня.